# Monroe Salisbury
Pour les articles homonymes, voir Salisbury.
Monroe Salisbury, né le 8 mai 1876 à New York et mort le 7 août 1935 à San Bernardino (Californie), est un acteur américain. Comédien de théâtre pendant plusieurs années, il est ensuite devenu une des premières vedettes du cinéma.

## Biographie
Monroe Salisbury a commencé sa carrière sur scène en 1898, apparaissant dans de nombreux rôles romantiques. Il a également joué dans cinq productions de Broadway avant de tourner 42 films muets entre 1914 et 1922, puis deux films parlants en 1929 et 1930. Il travailla souvent avec le réalisateur Cecil B. DeMille.
Il est mort en hôpital psychiatrique à la suite d'une fracture du crâne subie lors d'une chute.

## Filmographie partielle

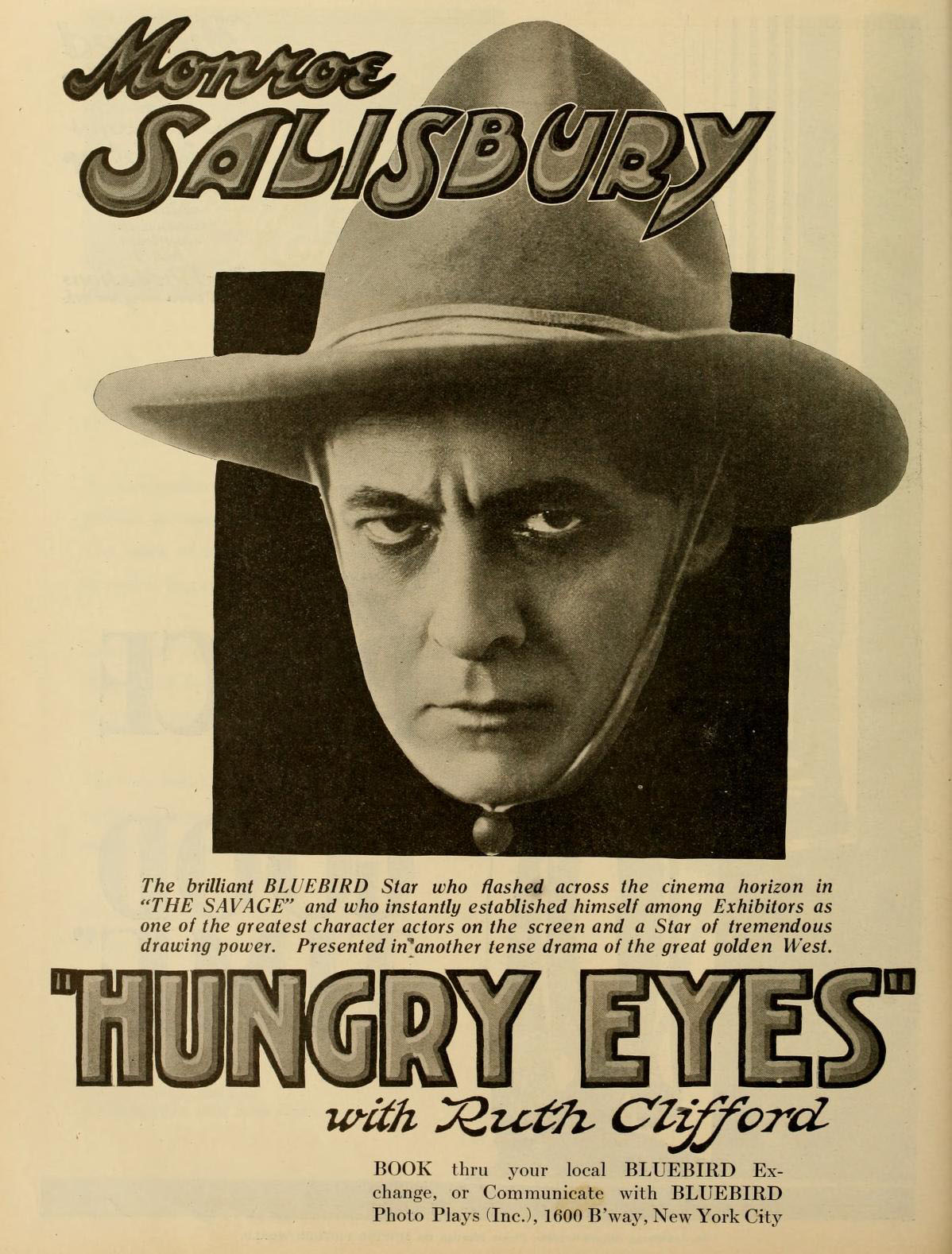
Hungry Eyes (1918)

- 1914 : Le Mari de l'Indienne (The Squaw Man) de Oscar Apfel et Cecil B. DeMille : Sir Henry, Comte de Kerhill
- 1914 : Rose of the Rancho de Cecil B. DeMille : Don Luis Del Torre
- 1914 : Brewster's Millions d'Oscar Apfel et Cecil B. DeMille
- 1914 : The Man from Home de Cecil B. DeMille
- 1914 : The Virginian de Cecil B. DeMille : Mr. Ogden
- 1915 : Le Timide (The Lamb) de Christy Cabanne : le cousin de Mary
- 1917 : The Silent Lie de Raoul Walsh : l'étranger
- 1929 : Her Husband's Women de Leslie Pearce
- 1930 : The Jade Box de Ray Taylor : John Lamar